# Dicranoloma austro-scoparium
Dicranoloma austro-scoparium là một loài Rêu trong họ Dicranaceae. Loài này được (Müll. Hal. ex Broth.) Renauld mô tả khoa học đầu tiên năm 1909.